# Rafinăria Steaua Română din Moinești
Rafinăria Steaua Română din Moinești a fost o rafinărie de petrol din Moinești deținută de societatea Steaua-Română S.A. din București, alături de rafinăria Steaua Română din Câmpina. Aceasta era una dintre cele două mari rafinării a zonei Moineștiului, alături de Moldonaphta din Lucăcești. 
Întreprinderea a servit ca loc de ucenicie în meseria de electrician pentru Gheorghe Gheorghiu, la vârsta de 15 ani (1916), iar în perioada 1919–1921 ca muncitor calificat în montarea de mașini și aparate electrice. Mai târziu, acesta avea să devină prim-ministru, lider și președinte al Consiliului de Stat al Republicii Populare Române sub numele de Gheorghe Gheorghiu-Dej. 

## Istoric

### Înființare
Societatea „Steaua Română”, înființată în 1895, cu un capital de 46 de milioane de lei (1907), cu proprietar Deutsche Bank și cu concursul băncilor Wiener Bankverein, Darmsädter Bank, Berliner Bank și altele și având cele mai mari exploatări și cea mai mare rafinărie din țară, deținea o rafinărie în Moinești ce folosea reziduuri amestecate cu benzină injectate cu aparate moderne. A fost considerată prima mare rafinărie din Moinești, alături de rafinăria Moldonaphta din Valea Arinilor (cu o capacitate de prelucrare de circa 8 vagoane pe zi). Avea în componență două generatoare de vapori și avea o suprafață de încălzire de 80 de metri pătrați, unde rafinarea se realiza prin intermediul sufleriilor de aer. Mai deținea rezervoare de 2–3 vagoane capacitate individuală, având o capacitate totală de 360 de vagoane.
La 1 iulie 1897 în teritoriul orașului Târgu Ocna (Mosoare) existau în exploatare 51 puțuri aparținând societății.
La nivelul anului 1907, societatea avea o conductă cu o lungime de 4,8 km și diametru de 50 mm ce lega schela Moinești proprie de rafinăria în proprietate și o conductă între rafinărie și Gara Moinești cu o lungime de 3,7 km și diametru de 50 mm.
La nivelul anului 1910, rafinăria avea o producție de două vagoane pe zi. În ianuarie 1910, societatea a exploatat 503 043 tone de petrol, în februarie 869 368 de tone, iar în martie 1 021 157 de tone. Avea în proprietate 41 de puțuri abandonate, 6 în activitate și o producție necunoscută a lor, precum și 39 de sonde abandonate, 4 în activitate și o producție de 44 de tone. În același an, societatea a forat sonda No. 16 cu o producție de 7500–10 000 kg pe zi.

### Dezvoltare

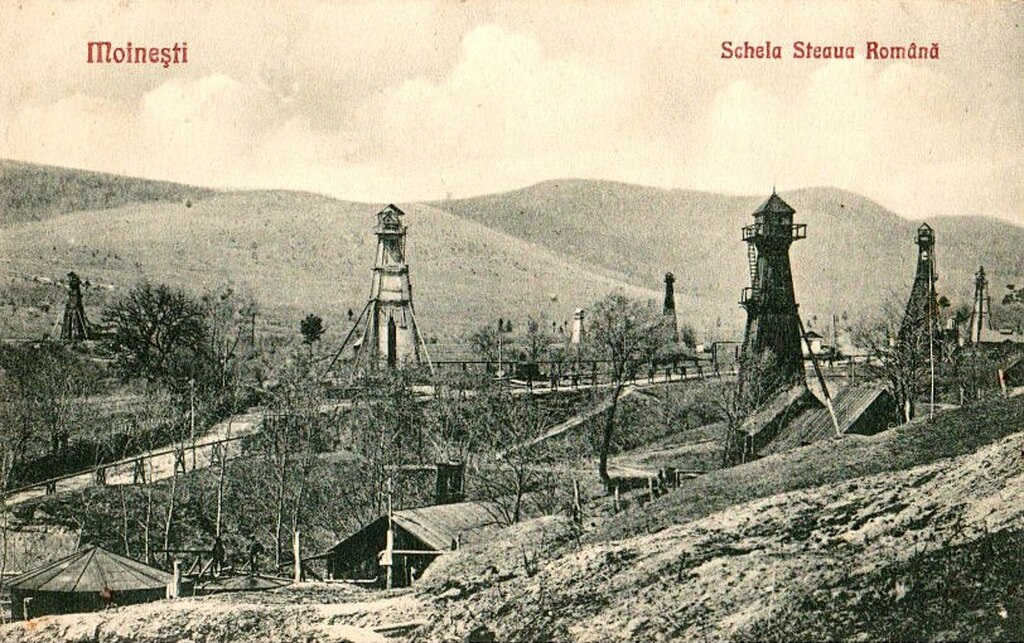
Schela de exploatare „Steaua Română” în Moinești (1926)

În anul 1927 s-a anunțat construcția și finalizarea unei noi rafinării a Steaua Română în Moinești, cu o capacitate de 200 de tone pe zi. Construcția a fost justificată pentru a evita pomparea prin țevi a petrolului către rafinăria Steaua Română din Câmpina.
Acesta avea o instalație destul de modernă de distilare (skimming⁠(en)[traduceți]) în sistem Borrmann (C. H. Borrmann & Co., GmbH, Essen) pentru rafinarea petrolului parafinos și cu capacitatea de 700 de barili pe zi, plasând unitatea într-o poziție favorabilă pentru distribuirea economică de produse finite în regiunile Moldova, Basarabia și Bucovina. După alte surse, construcția a fost realizată în 1926.
Sistemul Borrmann (în engleză Borrmann pipe still), realizat în combinație cu o coloană de fracționare Kubierschky (pentru rafinarea gudronului – perioada 1910–1911), era asemănător cu cel Trumble apărut ulterior (destinat rafinării petrolului californian cu un conținut ridicat de apă). Caracteristica principală era distilarea simultană a petrolului și nu separată, fracționată. Astfel, petrolul era pompat cu viteză relativ mare printr-o bobină încălzită într-un cuptor, apoi împrăștiat pe o suprafață mare într-un evaporator. Toate fracțiile care ar fi trebuit să se evapore la temperatura cuptorului, dar care au fost stopate să reacționeze astfel prin viteza mare de pompare, ajungeau vaporizate și îndepărtate la capătul instalației.
Din 29 august 1928, inginer șef al societății din Moinești a fost Sergescu Barbu, în calitate de inginer de mine și licențiat în matematici. În 1930, rafinăria a fost deținută de Steaua-Română S.A. pentru Industria Petrolului, cu sediul în Bulevardul Carol, nr. 5 din București și acționariat în Steaua Română Ltd. din Regatul Marii Britanii (25 %), Steaua Française, grup de bănci române, persoane private și statul român (în total 1 000 000 000 lei). Societatea mai deținea rafinăria Steaua Română din Câmpina.

#### Capacitate

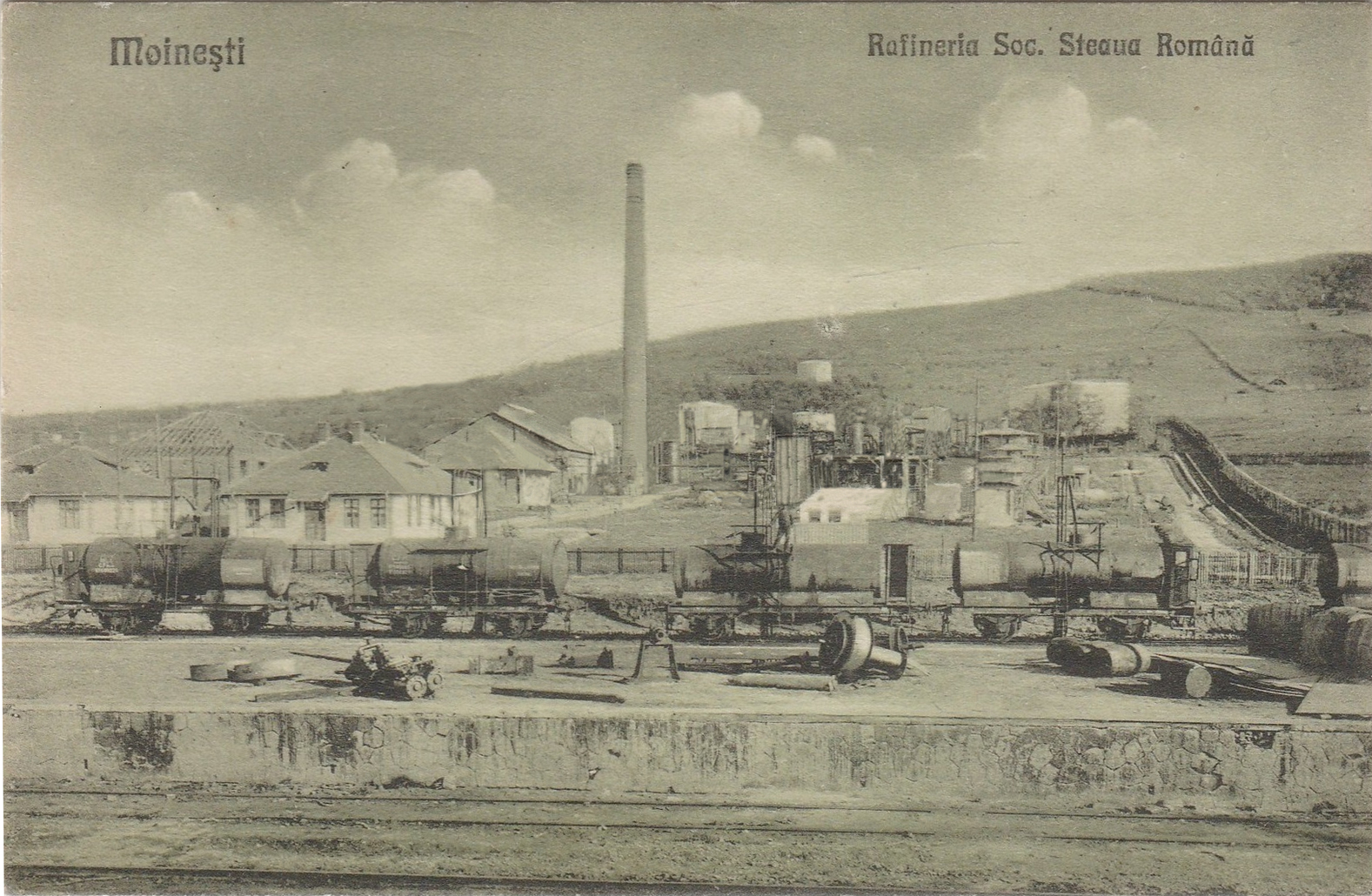
Rafinăria în anul 1929.

În 1930 a avut o capacitate anuală de procesare de 420 000 de barili de petrol în etapa de distilare (sau 283 171 de barili), 33 082 de barili de gazolină ușoară și medie, 18 368 de barili de gazolină nerectificată și grea, 26 636 de barili de motorină, 141 764 de barili de păcură și o producție totală de 569 375 de barili. Păcura folosită drept combustibil a fost în cantitate de 11 053 de barili. Capacitatea anuală de stocare a rafinăriei în 1930 era: 420 000 de barili de petrol în etapa de distilare și 84 000 de barili în rafinare. Capacitatea de stocare a materiei prime (petrol) era de 38 990 de barili, 13 345 de barili de păcură, 2025 de barili de motorină, 5890 de barili de kerosen și 3995 de barili de gazolină.
După o altă sursă, capacitate anuală a acesteia a fost de 700 de vagoane, cu petrol provenit din Moinești, Solonț și Câmpina.

#### Marea criză economică și incendierea
În contextul marii crize economice, la începutul anilor 1930 în cadrul societății din Moinești s-a redus numărul salariaților de la 573 la 117, unde în 5 august 1930 conducerea a concediat 4 ingineri, 6 funcționari și 165 de lucrători. Fenomenul a fost întâlnit și la alte întreprinderi din Valea Trotușului și în general din județul Bacău ca diferite ateliere, fabrici de cherestea, tăbăcăria „Filderman” din Bacău, societatea minieră „Creditul Carbonifer”, mina Lapoș sau societatea „The Danube Oil” din Stănești. Ulterior, în timpul unei furtuni, din 1931, rafinăria Steaua Română a fost lovită de o descărcare electrică și a incendiat-o, pagubele fiind totale.

#### Dezvoltare ulterioară
În perioada interbelică avea capacitatea de prelucrare de 25 de vagoane pe zi. În schela Moinești, cea mai productivă sondă a societății a fost No. 22, ce trecuse de o producție totală de 10 000 de vagoane. În schela Solonț sonda No. 102 a trecut de 3000 de vagoane. Pe lângă puțurile săpate în trecut, societatea a ieșit în evidență ca fiind inițiatoarea exploatărilor din schela Zemeș–Tazlău–Chiliile. Mai exista o schelă la Grozești–Hârja, intrată în activitate.
La nivelul anului 1939, societatea avea schele la Lucăcești, Măgirești, Moinești și Solonț.
În 1942 rafinăria a prelucrat o cantitate de 43 026 de tone de petrol. În 1943 societatea a raportat producția cumulată a rafinăriilor Câmpina și Moinești a fi 374 863 de tone, din care a doua a avut tot o prelucrare de 43 026 de tone.

#### Dezafectare

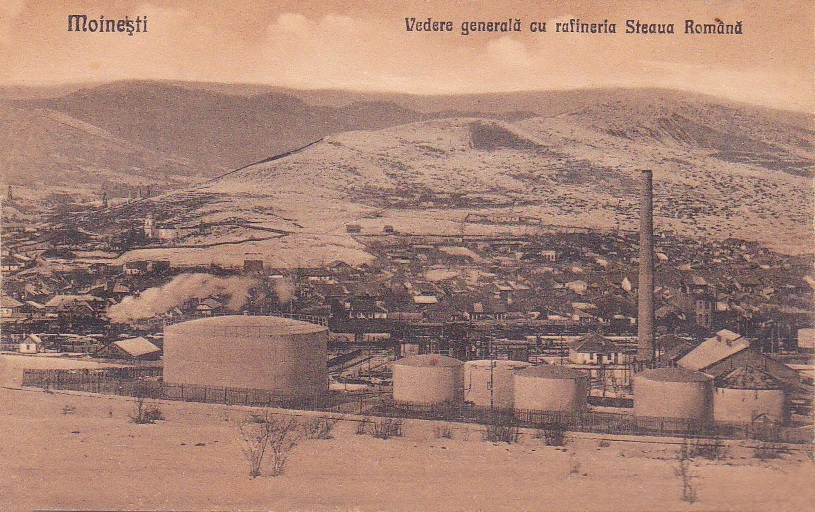
Rafinăria văzută de sus, în 1929.

În anul 1947 autoritățile au hotărât închiderea tuturor rafinăriilor (găzăriilor) din Moldova, cu excepția rafinăriei Societății Steaua-Română din Moinești și a Rafinăriei Mărgineni (Bacău). La nivelul aceluiași an cele două rafinării rămase în funcțiune în regiunea Moldovei au fost Steaua Română din Moinești și fosta rafinărie Blum și Făinaru din Mărgineni, aceasta din urmă fiind menținută în funcțiune numai pentru rafinarea producției de petrol neimportante provenită din două câmpuri petrolifere învecinate, Câmpeni și Tețcani. A fost estimată o economie anuală de 24 000 de tone de combustibil ca urmare a închiderii celor două unități.
Tot în 1947 rafinăriile societății Steaua Română de la Câmpina și Moinești, cu capacități anuale menționate de 1 000 000 și respectiv 100 000, aveau transportul produselor finite la porturile din Constanța la mare și Giurgiu pe Dunăre prin intermediul Distribuția Societate Anonimă, unde compania Steaua Română deținea o treime din capitalul social.
În anul 1948 societatea-mamă Steaua Romană a fost naționalizată alături de alte companii petroliere precum: Astra Romană, Româno-Americană, Concordia, Colombia, Creditul Minier, Unirea, I.R.D.P., Distribuția, Petrol Block, Redevența, Dacia Română, Petroleum Syndicate Ltd., Prahova, Doicești, Petrolina, Xenia, Astramina, Vacuum Oil Co., Desbenzinarea, Foraj Lemoine, Moldonaphta, Sospiro, Neopetrol, Româno-Belgiana de Petrol, Exploatarea Perimetrelor Statului, Aragaz, Nafta Română, Sondrum, Starnafta, Noris și Schlumberger.

Amplasamentul fostei rafinării văzut dintr-un satelit de spionaj en al Central Intelligence Agency în 12 mai 1968.

În anul 1950, la Dărmănești (Regiunea Bacău) a început construcția pe un teren de 48 de hectare a unei alte rafinării cu o capacitate de 300 000 de tone prin demontarea rafinăriei „Petrolul” din București, deținută în trecut de societatea Prahova. Fosta rafinărie avusese în componența sa și instalații de la rafinării închise din Ploiești. Autoritățile aveau în vedere construcția unei a treia rafinării, la Borzești, în viitorul apropiat.
În perioada 1950–1951 rafinăria (fosta „Steaua Română”) a fost reparată și mărită, având o capacitate anuală de procesare de 54 000 de tone. După o sursă, dintre instalațiile rafinăriilor închise din Ploiești au fost mutate și remontate la Moinești.
În cadrul Sovrompetrol, Trustul de petrol Moinești controla și Rafinăria nr. 11 (fosta „Steaua Română”) și Rafinăria Dărmănești.
Potrivit unui raport CIA din 16 martie 1952, Petrolifera Moldova Nr. 1 Moinești, fostă rafinărie cu 5 coloane de fracționare de la 6 până la 8 metri înălțime, situată la 100 de metri de Gara Moinești, a fost transformată în stație de pompare pentru cea din Dărmănești odată cu pornirea ei.

## Angajați notabili
În cadrul rafinăriei, Gheorghe Gheorghiu a fost angajat ca ucenic electrician la vârsta de 15 ani, iar în perioada 1919–1921 ca muncitor calificat în montarea de mașini și aparate electrice, meserie pe care a practicat-o mai târziu la Societatea de tramvaie din Galați. După o altă sursă, acesta a lucrat ca ucenic între anii 1917–1920. În respectiva perioadă a fost printre primii muncitori înscriși în sindicatele muncitorești. Pe de altă parte, în biografia lui Gheorghe Gheorghiu-Dej până la 23 august 1944, era prezentat ca: „Născut la 8 noiembrie 1901 la Bârlad; tatăl său era muncitor la societatea «Steaua Română» din Moinești; studii – clasele primare: la vârsta de 11 ani se angajează ca ucenic [...]”.
Într-o descriere separată, tatăl, Tănase Gheorghiu, lucra în industrie iar sărăcia de acasă l-a influențat pe fiul Gheorghe în caracter și atitudinea față de problematica muncii. Tânărul a fost nevoit să muncească de la 11 ani, la 15 a ajuns ucenic electrician la Steaua Română din Moinești și s-a calificat ca electrician în industria petrolului din Câmpina. În 1917 a asistat la atitudinea revoluționară a soldaților ruși pe frontul din Moldova și a rămas puternic impresionat de Comitetul militar-revoluționar⁠(en)[traduceți]. Atitudinile revoluționare ale lui Gheorghiu au fost întărite de grevele dese ale muncitorilor din industria petrolieră și s-a implicat ca organizator al grupurilor împotriva spărgătorilor de greve.